# 수성알파시티역
수성알파시티(삼성 라이온즈파크)역(Suseong Alpha City station, 壽城알파시티驛)은 대한민국 대구광역시 수성구 연호동에 있는 대구 도시철도 2호선의 전철역이다.

## 특징
부역명은 삼성라이온즈파크이다. 지하 5층에 승강장이 있고, 건넘선이 설치되어 있다. 역 주변에 솔정고개가 있어서 이 역은 이곡역 다음으로 대구광역시에서 31.4m로 깊은 지하역이다. 한 때 대구 FC의 홈 경기 등 대구스타디움에서 열리는 경기 및 공연이 있는 날, 출·퇴근 시간 때 경산 방향 출구 1대의 공터에 승용차를 주차하고, 수성알파시티역을 이용하는 경우 외에는 이용객이 적어서 평소에는 조용한 편이었다. 대구삼성라이온즈파크가 착공한 후 2013년 3월 1일 자로 이 공터는 폐쇄되어 환승 주차장으로 이용할 수 없으며, 대구삼성라이온즈파크의 건설과 함께 이쪽에는 도로(야구전설로)가 새로 생겼다. 개통 당시에는 대구 도시철도의 역들 중 이용객이 가장 적은 역인 연호역보다 역세권이 더 없어서 대공원역의 이용객이 훨씬 더 적었었으며, 연호역과 더불어 그린벨트(개발 제한 구역)로 묶여 있어 주변에 연계되는 시설이 적기 때문에 평균 이용객 수는 대구 1·2호선을 통틀어서 적은 편이었다. 과거 무정차 역이었던 수도권 전철 5호선 마곡역, 부산 도시철도 2호선 증산역처럼 영업하지 않는 무정차 역으로 전락할 위기에 놓였다가 무사히 위기를 모면한 바 있다. 그 대신 영남대학교까지 운행하던 시내버스인 939번이 대공원역에서 대구스타디움을 거쳐 상대적으로 시내버스편이 부족한 경산시 옥산지구, 옥곡지구, 백천지구, 사동2지구 안동네로 운행하게 되어 이 지역 일대에서 환승을 위해 이용객이 점차 증가하고 있다. 이 역은 개통 당시 주변 유동인구에 비해 승강장이 제법 넓게 건설되었다. 2016년 2월 25일에 대구삼성라이온즈파크가 준공되어 그 이후로 이 역에서 국민타자 이승엽 선수의 목소리가 안내방송에 나오기도 했었다.(현재는 방송되지 않으며, 삼성 라이온즈의 새로운 스타로 떠오른 원태인이 방송) 2016년 3월 19일 개장 첫 날 이후 1만명 넘는 이용객들이 대공원역에 몰렸다.

## 역사
- 2005년 10월 18일 : 대구 도시철도 2호선 개통과 함께 영업 개시
- 2016년 5월 31일 : 부역명 삼성라이온즈파크으로 개정[3]
- 2016년 7월 20일 : 스크린도어 설치
- 2024년 10월 10일: 역명 대공원역에서 수성알파시티역으로 개정[4]

## 역 구조
건넘선이 설치되어 있다.

### 승강장
2면 2선의 상대식 승강장을 갖춘 지하역이며, 완전밀폐형 스크린도어가 설치되어 있다.
| 연호 ↑ |
| \| 상  |
| ↓ 고산 |

| 상행 | ● 대구 도시철도 2호선 | 반월당·용산·문양 방면 |
| 하행 | ● 대구 도시철도 2호선 | 신매·사월·영남대 방면 |

- 승강장 번호는 없다.
- 대합실을 통해 반대편 승강장으로의 이동이 가능하다.

### 대구미술관, 대구 메트로 아트 센터
2009년 9월 22일 대공원역 지하 2층 유휴 공간에 연극 및 공연 전문 소극장인 대구 메트로 아트 센터가 개관하여 공연에 활용되고 있다. 대공원역 5번 출입구 경산방향 시내버스 정류장 앞에는 대구미술관 셔틀버스 정류장이 있으며, 대공원역에서는 수성3(-1)번으로 환승하여 대구미술관을 오고, 갈 수 있다.

### 환승 주차장 폐쇄
한 때 2번~5번 출입구 앞 공터에 환승용 무료 주차장이 마련되어 있어서 평소에 상대적으로 이용객이 많은 신매역이나 사월역 대신 대공원역 출구 주변의 주차장에 승용차를 세워 두고 상대적으로 이용객이 적은 대공원역에서 지하철을 이용하는 사람들이 많았었다. 2012년 말 대구삼성라이온즈파크 착공 후 이 주차장은 폐쇄되었으며, 대신 이 자리에 유니버시아드로와 연결되는 도로인 야구전설로가 건설됐다.

## 역 주변
| 나가는 곳 | 방면                                                                             |
| --------- | -------------------------------------------------------------------------------- |
| 1         | 가천동 솔정고개                                                                  |
| 2         | 연호동 범안로                                                                    |
| 3         | 연호동                                                                           |
| 4         | 연호지 대구삼성라이온즈파크                                                      |
| 5         | 대구삼성라이온즈파크 송정지 월드컵삼거리 월드컵로 수성IC 대구스타디움 대구미술관 |

### 대구삼성라이온즈파크
역 인근에 대구 대공원을 조성한다고 하여 대공원역이라고 명명하였으나 여러 가지 문제들과 예산 부족 등으로 현재 개발이 뜸하다. 대공원역, 대구 대공원 및 대구스타디움 일대는 대구시민운동장 야구장을 대체할 돔 구장을 짓기로 포스코건설과 양해각서를 체결하면서 다시 부각되었다. 하지만 검토 결과 돔 구장은 무산되었고, 대구광역시에서는 일반형 야구장을 대공원역 인근에 신축하기로 최종 확정하였다. 2016년 3월 완공된 대구삼성라이온즈파크의 시공 업체가 선정돼 2012년 12월 27일에 착공했다. 대구삼성라이온즈파크의 설계특징은 팔각의 다이아몬드 형태로 동북동방향으로 배치해 하절기 관람석에 그늘이 최대한 확보되도록 배치했다. 독립된 스카이박스와 바비큐석, 패미리석, 잔디석 등 다양한 이벤트석을 설치했다. 대지면적 151,526m2, 지하 2층 지상 5층으로 연면적 45,000m2이며 고정 관람석이 24,000석, 최대수용인구 29,000명이며, 사업비는 부지매입비 등 1,620억 원이다. 이 역의 4번이나 5번 출구로 나가면 대구삼성라이온즈파크와 바로 마주칠 수 있다.

### 대구스타디움
대공원역에서 대구스타디움은 1.8km 떨어져 있어서 도보로는 25분 정도 걸리므로 대공원역 5번 출입구 하차 후 시내버스(609번, 939번)로 환승하는 것이 편리하다. 대공원역 출구로 가는 계단에는 대구 FC 관련 조형물이 보인다.

## 승차량 변동
한때 이용률이 매우 적어서 수도권 전철 5호선 마곡역, 부산 도시철도 2호선 증산역처럼 무정차역으로 전락할 위기에 놓였으나 무사히 위기를 모면하였고, 대구삼성라이온즈파크 개장 전까지만 해도 하루 평균 이용객이 800여명에도 못 미치다가 대구삼성라이온즈파크 개장 이후 10,000여명이 넘는 이용률을 보였으며, 대구삼성라이온즈파크 개장 이후 야구 관중들로 인해 이용률이 폭발적으로 증가했다. 평소 이용객은 현재 2,300여명~2,500여명 정도이며, 대구삼성라이온즈파크 홈 경기가 있는 날에는 5,200명~5,500명 정도의 승·하차량을 기록하고 있다. 이러한 이용객 증가로 인해 2016년에 스크린도어가 우선 설치되었다.
| 2호선 | 534 | 804 | 984 | 1,074 | 1,011 |

| 2호선 | 1,021 | 1,284 | 1,509 | 1,470 | 1,204 | 1,166 | 3,104 | 2,485 | 2,414 | 2,207 |

## 인접한 역
| 대구 도시철도 2호선 | 대구 도시철도 2호선   | 대구 도시철도 2호선  |
| ------------------- | --------------------- | -------------------- |
| 237 연호 문양 방면  | ● 대구 도시철도 2호선 | 239 고산 영남대 방면 |

## 같이 보기
- 대구스타디움
- 대구삼성라이온즈파크